# Naseem
Naseem, (tzn. poranna bryza) to indyjski dramat społeczny i rodzinny zrealizowany w 1995 roku przez Saeeda Akhtara Mirzę (w oparciu o własny nagrodzony scenariusz). 
Film, podobnie jak Dharm, Zakhm, Bombaj, Garam Hawa, czy Fiza, podejmuje temat trudnych relacji między hindusami, a muzułmanami. W filmie pokazano to bardzo subtelnie poprzez strach rosnący w życiu zwyczajnej muzułmańskiej rodziny w ostatnich 6 miesiącach przed rozebraniem przez hindusów meczetu Babri w Ayodhya. 
W filmie debiutował w roli muzułmańskiego fundamentalisty sławny dziś aktor (także niezależnego kina Indii) Kay Kay Menon. W roli dziadka tytułowej bohaterki, 15 letniej muzułmanki Naseem występuje poeta urdu Kaifi Azmi (ojciec aktorki Shabany Azmi).

## Fabuła
Bombaj. Czerwiec 1992. Naseem,15-letnia muzułmanka chodzi do szkoły, przygotowując się do egzaminów. W domu najwięcej uwagi poświęca jej chory dziadek. Leżąc w łóżku snuje on wspomnienia z Agry przed Podziałem Indii, z czasu jej brytyjskiej kolonizacji. Wspominając swą nieżyjącą już żonę i przyjaciół odtwarza przed wnuczką czas harmonii między hindusami a muzułmanami. Tymczasem wokół nich z miesiąca na miesiąc rośnie napięcie. Podburzane przez polityków masy szykują się do policzenia się z muzułmanami. Zbliża się 6 grudnia 1992 - dzień, w którym hindusi gołymi rękoma rozbierają w Ayodhya meczet postawiony na miejscu narodzin Ramy. Rodzina pełna napięcia ogląda w TV relacje z konfliktów religijnych. Naseem szuka pocieszenia w opowieściach dziadka, w jego recytacjach poezji urdu.

## Obsada
- Kaifi Azmi	 ... 	dziadek Naseem
- Mayuri Kango	 ... 	Naseem
- Kay Kay Menon	 ... 	fundamentalista muzułmański
- Salim Shah	 ... 	Mushtaq
- Surekha Sikri ... matka Naseem
- Kulbhushan Kharbanda ... ojciec Naseem

## Nagrody
- National Film Award za scenariusz